# Anabasis turkestanica
Anabasis turkestanica är en amarantväxtart som beskrevs av Jevgenij Korovin och Modest Mikhaĭlovich Iljin. Anabasis turkestanica ingår i släktet Anabasis och familjen amarantväxter. Inga underarter finns listade i Catalogue of Life.